# Іванеско Михайло Іванович
Михайло Іванович Іванеско (8 листопада 1936, село Турятка, тепер Чернівецького району Чернівецької області — 1997?, село Турятка, тепер Чернівецького району Чернівецької області) — український та радянський діяч, секретар Чернівецького обласного комітету КПУ, начальник управління у справах національних меншин Міністерства у справах національностей, міграції і культів України. Кандидат історичних наук (1974).

## Біографія
Народився в селянській родині.
З 1954 по 1959 рік — студент філологічного факультету Чернівецького державного університету, здобув спеціальність вчителя російської мови і літератури.
У 1959—1960 роках — вчитель російської мови і літератури Горбівської середньої школи Глибоцького району Чернівецької області.
Член КПРС.
У 1960—1962 роках — 1-й секретар Герцаївського районного комітету ЛКСМУ Чернівецької області.
У 1962—1963 роках — секретар Новоселицького сільського виробничого комітету ЛКСМУ Чернівецької області.
У 1963—1964 роках — завідувач відділу сільських комсомольських органів Чернівецького обласного комітету ЛКСМУ.
У 1964—1967 роках — інструктор відділу організаційної роботи Чернівецького обласного комітету КПУ.
У 1967—1971 роках — заступник завідувача відділу пропаганди та агітації Чернівецького обласного комітету КПУ.
У 1971—1974 роках — аспірант Академії суспільних наук при ЦК КПРС у Москві. Захистив кандидатську дисертацію на тему «Принципи соціалістичного інтернаціоналізму в діяльності Румунської комуністичної партії».
З 1974 по 15 лютого 1975 року — завідувач відділу науки та навчальних закладів Чернівецького обласного комітету КПУ.
15 лютого 1975 — 12 січня 1990 року — секретар Чернівецького обласного комітету КПУ з питань ідеології.
У 1990—1991 роках — завідувач сектору відділу національних відносин ЦК КПРС по Українській РСР та Молдавській РСР у Москві.
У 1991 році — референт-консультант інформаційно-аналітичного центру апарату президента СРСР Михайла Горбачова.
У 1992—1993 роках — головний спеціаліст управління справами і закордонних зв'язків Комітету у справах національностей при Кабінеті міністрів України.
У 1993—1995 роках — начальник управління у справах національних меншин Міністерства у справах національностей, міграції і культів України.
21 червня 1995 — 1996 року — член колегії Міністерства у справах національностей, міграції та культів України.
З 5 січня 1996 по 1997 рік — член колегії та начальник управління закордонних зв'язків Міністерства культури й мистецтв України.
Помер під час відпустки в рідному селі Турятка Глибоцького району Чернівецької області.

## Нагороди та відзнаки
- два ордени «Знак Пошани»
- чотири медалі
- Почесна грамота Президії Верховної Ради Української РСР